# あさステ!
『あさステ!』は超!A&G+で2018年10月1日〜2023年3月25日まで放送された簡易動画付きインターネット配信番組である。

## 概要
この番組では、「今一番輝いている俳優たち」をパーソナリティに起用した配信番組で、それぞれの曜日パーソナリティがそれぞれ「スーツやジャケットスタイル」を着込んで、トークを行うもの。
なお、この配信番組は、「東映公認 鈴村健一・神谷浩史の仮面ラジレンジャー」に続いて、東映と文化放送の共同プロデュース番組の第2弾でもある。
2023年、文化放送地上波への移行が決定。→よるステ!

## 配信時間
- 2018年10月1日〜2020年3月28日

本配信：毎週月曜 - 土曜 7:00 - 7:30（超!A&G+）
再配信+おまけコーナー：毎週月曜 - 土曜 20:00 - 20:30（ニコニコ生放送（ニコニコチャンネル）
配信）
- 2020年3月30日〜2021年1月1日

本配信：毎週月曜 - 金曜 7:00 - 7:30
再配信+おまけコーナー：毎週月曜 - 金曜 20:00 - 20:30
- 2021年1月9日〜2023年3月25日

本配信：毎週土曜 8:00 - 9:00
再配信+おまけコーナー：毎週土曜 20:00 -

## パーソナリティ
2018年10月1日〜2020年3月28日
- 月曜：有澤樟太郎
- 火曜：松村龍之介
- 水曜：矢崎広
- 木曜：東啓介
- 金曜：三浦涼介
- 土曜：染谷俊之

2020年3月30日〜2021年1月1日
- 月曜：有澤樟太郎
- 火曜：松村龍之介
- 水曜：矢崎広
- 木曜：東啓介
- 金曜：染谷俊之

2021年1月9日〜2023年3月25日(週替わり)
- 有澤樟太郎
- 矢崎広
- 染谷俊之
- 赤澤遼太郎

## コーナー
共通
- あさステマン

パーソナリティが朝の眠気から世界を救う戦う正義の味方となって、リスナーに担当ジャンルのオススメ商品やサービスを紹介するコーナー。
| パーソナリティ | 担当カラー | 担当ジャンル |
| -------------- | ---------- | ------------ |
| 有澤樟太郎     | オレンジ   | スポーツ     |
| 松村龍之介     | グリーン   | 文房具       |
| 矢崎広         | ブルー     | おもちゃ     |
| 東啓介         | 水色       | 芸術         |
| 染谷俊之       | ピンク     | 飲食         |
| 赤澤遼太郎     | レッド     | 漫画         |
有澤樟太郎
- 個人的ニュースのお時間

リスナーの身の回りであった個人的なニュースを募集。
- 頼られたいんです・・・!

リスナーから募集する悩み事や決めかねていることを解決していくコーナー。
- ブログネタ、探してます

世の中の流行りやリスナーが最近楽しんだ娯楽など、パーソナリティのブログネタを募集。
- プレゼンター樟太郎!

パーソナリティの好きなことをプレゼンするコーナー。
- 最強都市兵庫!

「最強都市」であるパーソナリティの出身地・兵庫に対抗してリスナーが様々な都市の魅力を紹介するコーナー。
- 今日のコンビニ飯

コンビニで手に入る食材を使った簡単なアレンジレシピをリスナーから募集、パーソナリティが実食するコーナー。
- これって有澤?それとも無し澤?

「頼られたいんです・・・!」に代わり、リスナーが有りか無しか決めかねていることをパーソナリティが判決していくコーナー。
- 妖怪画家・有澤

リスナーの身の回りで起きた不思議なことを募集し、それがどんな妖怪の仕業なのかパーソナリティが絵を描いて紹介するコーナー。
- あつまれ!ありさわの森

動物の豆知識や情報を募集、紹介するコーナー。
- 最高都市兵庫!

「最高都市」である兵庫の魅力的に思う部分をリスナーから募集するコーナー。
- 有澤ツーリスト!!

リスナーから日本全国の妄想旅行プランを募集するコーナー。
- 大人のたしなみ!

リスナーから大人だったら知っておいた方がいいいろんな雑学を送ってもらうコーナー。
- ぼくらのイマジナリーヒーロー!

「妖怪画家」に代わり、リスナーの身の回りちょっと困っている出来事を募集しそれを助けるオリジナルヒーローをイラストで紹介するコーナー。
松村龍之介
- みんなの“ほっ”とニュース

心が“ほっ”となる話題を募集。
- 今日なにたべよう?

パーソナリティが気になっている食べ物や、リスナーなどから推薦された食べ物を実際に味わうコーナー。
- どの道 流行龍（はやりゅう）

世の中、身の回り、個人的に流行っていることを募集。
矢崎広
- 矢崎広“が“ お悩み相談

事前に発表されるパーソナリティの悩みをリスナーに解決してもらうコーナー。
- なんでも知りたい矢崎広

リスナーの興味のあることや、熱中している趣味を募集。ときには挑戦することもある。
- マルチタスクってアワアワしません?

同時に複数の物事を行うことへの苦手意識を克服するために、さまざまなことを同時にできるようにするコーナー。
- おはようございます。じゃ、語ります

パーソナリティが今語りたい話をするコーナー。
- ぴろし育成計画

リスナーからパーソナリティを成長させる「育成計画」を募集し、様々な事にチャレンジするコーナー。
- ぴろしの最新ゲームニュース・サタデー

パーソナリティが最新のゲームニュースを紹介していくコーナー。
- 楽曲リクエスト

土曜の朝にかけてもらいたい楽曲をリクエストで募集。
東啓介
- ツイッター東ニュース

パーソナリティのツイッターも盛り上げていくべく、つぶやきをニュースのように読み上げる。
- 東、撮りまーす!!

事前に発表されるお題に沿った写真を募集。パーソナリティとリスナーで持ち寄る。
- 東コンシェルジュ

パーソナリティの好きな作品を語るコーナー。
- 東バーガーアカデミー

さまざまな種類のハンバーガーを知り、魅力を深めるコーナー。
三浦涼介
- 週末お悩みデトックス

リスナーから募集する悩み事などを解決していくコーナー。
- 三浦日本昔ばなし

パーソナリティの昔話を聴くコーナー。
- 朝活!ラジオゼミ!

リスナーからラジオの"いろは"を募集。
染谷俊之
- あさチャレ!

パーソナリティの興味のあること、やってみたいことに挑戦するコーナー。
- モーニングコール&レスポンス

事前に発表されるテーマについて、リスナーの意見を募る意見交換コーナー。
- 1週間頑張ったあなたへ

1週間頑張ったことをパーソナリティが癒やしていくコーナー。
- 今月のテーマ

毎月１つのテーマを設けてリスナーからメールを募集、紹介するコーナー。
- 染谷クイズ!!

パーソナリティにまつわるクイズを出題し、リスナーがそれに回答するコーナー。
- 今月のお誕生日さん

配信月に誕生日があるリスナーをお祝いするコーナー。
- おこげのおこおこモーニング

パーソナリティの愛犬・おこげのミニ番組。
- 完璧超人染谷を倒せ！

パーソナリティと番組スタッフが対決するコーナー。パーソナリティが負けた時点でコーナーは終了となる。
赤澤遼太郎
- 赤澤遼太郎とは・・・

リスナーが抱いているパーソナリティのイメージを募集。
- 元気出していこー！

励ましてほしい、頑張りたいことがあるリスナーからメールを募集し応援するコーナー。
- テーマメール

毎月違うテーマでメールを募集、紹介。
- 赤澤は負け知らず！

パーソナリティと番組スタッフが対決するコーナー。パーソナリティが負けた時点でコーナーは終了となる。

## ゲスト
- 有澤樟太郎
  - 2019年3月4日・11日：鳥越裕貴
  - 2019年4月8日：三原大樹
  - 2019年6月17日・24日：赤澤燈
  - 2019年7月29日・8月5日：黒羽麻璃央
  - 2019年11月4日・11日：伊万里有
  - 2019年11月18日・25日：井阪郁巳
  - 2020年1月13日・20日：牧島輝
  - 2020年3月23日・30日：Oguri
  - 2020年6月29日・7月6日：浦井健治
  - 2020年7月27日・8月3日：藤田玲
  - 2020年10月5日・12日：阪本奨悟
  - 2020年11月2日・9日：田村心
  - 2020年12月14日・21日：大平峻也
  - 2021年2月6日：北園涼
  - 2021年5月29日：松田凌
  - 2021年6月26日：大平峻也
- 松村龍之介
  - 2018年11月13日・20日：高本学
  - 2018年12月4日：毛利亘宏
  - 2018年12月25日：小波津亜廉
  - 2019年1月1日：菊池修司
  - 2019年2月5日・12日：横井翔二郎
  - 2019年8月13日・20日：前山剛久
  - 2019年10月8日・15日：安里勇哉
  - 2019年11月19日・26日：中川大輔・砂川脩弥
  - 2019年12月3日・10日：赤楚衛二
  - 2020年2月11日・18日：小野塚勇人
  - 2020年3月24日・31日：阿部快征
  - 2020年4月21日・28日：石渡真修
  - 2020年6月2日：黒羽麻璃央
  - 2020年7月28日・8月4日：田中涼星
  - 2020年8月11日・18日：南圭介
  - 2020年9月8日・15日：寺西優真
  - 2020年12月1日・8日：寺西優真
- 矢崎広
  - 2018年11月28日・12月5日：鈴木勝吾
  - 2019年1月2日：生駒里奈
  - 2019年1月23日：木戸大聖
  - 2019年6月19日：沢城千春
  - 2019年9月4日・16日：梅津瑞樹
  - 2019年11月27日・12月4日：山崎大輝
  - 2020年1月8日：井澤勇貴
  - 2020年3月4日・11日：山﨑晶吾・樋口裕太
  - 2020年6月3日：池田純矢
  - 2020年7月22日・29日：鈴之助
  - 2020年9月23日：池田純矢
  - 2020年9月30日・10月7日：加藤諒
  - 2021年2月13日：梅津瑞樹
  - 2021年3月13日：真壁幸紀
  - 2021年10月23日：佐々木喜英
  - 2021年12月18日：松村龍之介
  - 2022年2月12日：久保田秀敏
  - 2022年3月12日：椎名鯛造
  - 2022年6月4日：和田琢磨
  - 2022年7月2日：武本悠佑
  - 2022年9月24日：小林亮太
- 東啓介
  - 2019年2月21日・28日：上口耕平
  - 2019年5月16日・23日：相葉裕樹
  - 2019年7月18日：山木透
  - 2019年11月14日・21日：和田琢磨
  - 2020年3月12日：山木透
  - 2020年4月16日・23日：小南光司
  - 2020年6月4日：植田圭輔
  - 2020年6月25日・7月2日：藤田玲
  - 2020年8月20日・27日：尾上右近
- 三浦涼介
  - 2018年11月2日・9日：廣瀬友祐
  - 2018年11月30日：三浦孝太
  - 2019年11月15日：岸洋佑
- 染谷俊之
  - 2018年12月15日・22日：赤澤燈
  - 2019年10月12日・19日：井澤勇貴
  - 2021年11月27日：輝山立
  - 2022年2月19日：陳内将
  - 2022年4月16日：横田龍儀
  - 2022年7月9日：松村龍之介
- 赤澤遼太郎
  - 2021年6月19日：小南光司
  - 2021年12月4日：藤田玲
  - 2022年5月21日：定本楓馬
  - 2022年7月16日：稲垣成弥

## 生配信
ニコニコチャンネルにて「よるステ！」と題して行われた生配信企画。
- 2019年9月13日

パーソナリティ・有澤樟太郎
ゲスト・鳥越裕貴
- 2019年11月10日

パーソナリティ・東啓介
ゲスト・植田圭輔
- 2019年12月14日

パーソナリティ・矢崎広
ゲスト・諸星翔希
- 2020年4月18日

パーソナリティ・染谷俊之
ゲスト・松村龍之介
- 2020年5月30日

パーソナリティ・有澤樟太郎、松村龍之介、矢崎広、東啓介、染谷俊之
- 2020年6月28日

パーソナリティ・松村龍之介
ゲスト・和合真一
- 2020年7月25日

パーソナリティ・染谷俊之
ゲスト・中村優一
- 2020年9月18日

パーソナリティ・東啓介
ゲスト・橋本祥平
- 2020年10月31日

パーソナリティ・矢崎広
ゲスト・相葉裕樹

## 公開収録
文化放送1F・サテライトプラスにて行われた公開収録企画。
- 2019年3月25日

有澤樟太郎・矢崎広
- 2019年4月22日

東啓介・三浦涼介
- 2019年7月15日

松村龍之介・染谷俊之